# Domenico Selino
Domenico Selino anche Schelino o Solino (1478 – 1534) è stato un vescovo cattolico italiano, vescovo di Acqui dal 1508 alla sua morte.

## Biografia
Domenico Selino, originario di Felizzano, nacque nel 1478. Canonico a Mondovì, venne nominato vescovo il 28 luglio 1508; nonostante il lungo episcopato rimangono pochi documenti a memoria della sua opera pastorale. 
Il primo documento riguardante Selino risale alla sua partecipazione in qualità di vescovo di Acqui e di delegato del marchese del Monferrato al concilio Lateranense V. 
Risale poi al 1513 una pergamena attestante la consacrazione della chiesa parrocchiale di Fubine da parte del vescovo.
L'8 ottobre 1519 era presente a Casale quale consigliere marchionale all'atto con cui veniva accettata la reggenza di Anna d'Alençon a causa della giovane età del marchese Bonifacio IV del Monferrato.
Nel 1520 fondò nell'oratorio della Beata Vergine il "sodalizio dei Santi Angeli", una confraternita per giovani e adolescenti per avviarli a una piena vita cristiana. Il decreto d'erezione vero e proprio della confraternita verrà redatto il 22 gennaio 1533, oltre dieci anni dopo, e abbraccerà anche le persone adulte cambiando il nome in "confraternita dei Dottori".
Nel 1529 rinnovò con il capitolo e le monache del monastero di Latronorio a Morsasco la convenzione per le decime stipulata dal suo predecessore.
Nel 1532 scrisse il suo testamento nel quale lasciava alla Chiesa l'anello pontificale e tutta l'argenteria della cattedrale più alcuni lasciti monetari ai nipoti.
L'ultimo atto pervenutoci è la fondazione nel 1533 del convento delle agostiniane a Nizza.
Morì nel 1534.